# 平野孝 (歴史学者)
平野 孝（ひらの たかし、1933年3月25日 - 1991年6月20日）は、日本の歴史学者。専門はアメリカ合衆国史。元お茶の水女子大学教授。

## 生涯
兵庫県出身。東京大学文学部卒業、東京大学大学院博士課程中退。1968年お茶の水女子大学講師、1970年助教授、1978年教授に就任。
1991年6月20日、呼吸不全のため死去。

## 著書
- 有賀貞・大下尚一・志邨晃佑（共著）『アメリカ史〈1〉』山川出版社＜世界歴史大系＞、1994.8、ISBN 4634460408
- 有賀貞・大下尚一・志邨晃佑（共著）『アメリカ史〈2〉1877年－1992年』山川出版社＜世界歴史大系＞、1993.8、ISBN 4634460505

## 編書
- 大下尚一・志邨晃佑・有賀貞（共編）『史料が語るアメリカ―メイフラワーから包括通商法まで 1584-1988』有斐閣、1989.10、ISBN 4641075360

## 訳書
- 『アメリカ古典文庫14　アメリカ・インディアン』 本間長世解説、研究社、1977
- ハワード・ジン 『民衆のアメリカ史〈上巻〉 1492年から現代まで』 富田虎男・油井大三郎共訳、猿谷要監修、明石書店＜世界歴史叢書＞、2005.2、ISBN 4750320552
- ハワード・ジン 『民衆のアメリカ史〈下巻〉 1492年から現代まで』 富田虎男・油井大三郎共訳、猿谷要監修、明石書店＜世界歴史叢書＞、2005.2、ISBN 4750320560